# 泉観光バス (新潟県)
泉観光バス株式会社（いずみかんこうバス）は、新潟県五泉市に本社を置く日本の企業である。旅客運送（乗合バス事業、貸切バス事業、タクシー事業、貨物運送事業を営む。五泉市を中心とした新潟県内を主な営業エリアとし、3社の事業会社を有する。
なお本項では、泉観光バスのグループ会社であるアイ・ケーアライアンス株式会社についても併せて記述する。両社ともに新潟県バス協会会員。

## 概要
乗合バス事業においては、グループ会社のアイ・ケーアライアンスとともに、東京を発着する「高速乗合バス」や新潟市と県内各都市を結ぶ「ときライナー」のほか、五泉市や新潟市秋葉区・南区・北区でコミュニティバスの運行を行っている。
貸切バス事業においては、従来の営業エリアに加え、成田国際空港に近い千葉県富里市に関東営業所（現：千葉営業所）を置き、さらに東京都八王子市に東京営業所を置いて、首都圏での観光輸送と営業活動を強化している。
本社営業所は2008年9月にグリーン経営認証を新潟県のバス事業としては初めて取得、2011年より始まった日本バス協会の貸切バス事業安全性評価認定制度では優良事業所申請が第1回審査で基準通過、一つ星事業所として全国3番目の認証番号を取得。新潟県・千葉県ではグリーン経営に次ぎ県内初事業所となり、安全性評価認定では最高ランクの「三ツ星」を獲得した。

## 歴史
1980年9月、有限会社関塚運送（せきづかうんそう）として設立。軽トラック3台で起業し、市内周辺の物資輸送を主たる事業とした。事業拡大により1992年、株式会社丸五急送（まるごきゅうそう）を設立した。
1999年、泉観光バス株式会社を設立。道路運送法第4条許可による一般貸切旅客自動車運送事業の事業免許を取得、小型バス3台で貸切バス事業を開始した。2002年に五泉市から保育園・幼稚園通園用の貸切輸送を受託したのを皮切りに、現在も五泉市・新潟市をはじめ周辺各地の小学校・中学校・高等学校の通学輸送を受託している。
開業当初から全県での事業展開を構想しており、2003年には長岡市に長岡中央観光株式会社（ながおかちゅうおうかんこう）を設立、さらに2005年には中蒲原郡亀田町（現新潟市江南区亀田地区）に本社を置く新潟国土観光株式会社（にいがたこくどかんこう）をグループ傘下に加えて事業規模の拡大を図った。加えて2007年には首都圏進出を進め、千葉県富里市に関東営業所（現：千葉営業所）を開設した。
2008年9月、一般乗合旅客自動車運送事業の事業免許を取得し、同年から五泉市コミュニティバスの、2009年度からは新潟市秋葉区のコミュニティバス「区バス」の運行受託を開始した。また2010年には一般乗用旅客自動車運送事業の事業免許を取得してタクシー事業に参入し、同年4月下旬から「あんしんタクシー」の愛称で運行を行っている。
2016年5月1日より、アイ・ケーアライアンスが、新潟市北区松浜地区の北区住民バス「おらってのバス」の運行受託を開始した。

## 本社・営業所

### 泉観光バス
- 本社営業所：新潟県五泉市赤海873番地1
  - 泉観光バスタクシー事業部、株式会社丸五急送本社営業所を併設
- 千葉営業所：千葉県富里市御料920-10
- 東京営業所：東京都江東区新木場3丁目9-6

### アイ・ケーアライアンス
- 本社営業所：新潟市東区一日市202番地[1]
  - 2017年（平成29年）8月21日、本社を新潟県新潟市東区逢谷内348番地から移転[1]。
- 長岡営業所：新潟県長岡市新組町2241番地1

## 事業内容

### 高速バス

#### 県外路線
旅行代理店・アップオンが主催するツアーバス「NETWORK」の一部路線の運行を担当していたが、2013年8月の新高速乗合バス制度施行に伴い、そのまま高速乗合バスに移行した。
- 東京ディズニーランド・バスターミナル東京八重洲・バスタ新宿 - 名古屋《乗車：名古屋駅西口、降車：ささしまライブ》
- 東京ディズニーランド・池袋《サンシャインシティ》・バスタ新宿 - 巻潟東・新潟駅・新発田駅
- バスタ新宿・池袋《サンシャインシティ》 - 巻潟東・新潟駅・新発田駅・月岡温泉・五頭温泉郷　※昼行便、土休日運行

この他、大阪府の中央交通バスも同ブランドで高速バスを運行していたが2019年に全て撤退した。

#### 県内路線
五泉村松線は泉観光バスとアイ・ケーアライアンスが担当し、その他はアイ・ケーアライアンスが担当している。
- 【ときライナー】Ｔ 十日町線　※2018年10月1日までは越後交通が運行していた。
- 【ときライナー】Ｓ 東三条線　※2021年9月30日までは新潟交通観光バスとの共同運行であった。
- 【ときライナー】B 燕線　※2023年3月31日までは全便新潟交通観光バスが運行していた。
- 【ときライナー】G 五泉村松線　※2024年3月31日までは全便蒲原鉄道が運行していた。
- 長岡 - 新潟空港線　※新潟県による実証実験路線として2019年9月11日運行開始[8]。早朝の空港行き1本のみ。

### コミュニティバス
- 五泉市コミュニティバス

2008年10月1日、蒲原鉄道グループの蒲鉄小型バスの廃止代替路線として、自社所有車両1台、五泉市所有車両2台の計3台で3路線を運行開始。2010年9月30日をもって全線廃止となり、10月1日からは五泉市が策定した「地域公共交通総合連携計画」に基づき、デマンド乗合タクシーに転換された。
- 五泉市ふれあいバス

前述の市の総合連携計画に基づき、同年9月30日まで蒲鉄小型バスが運行していた「五泉線」を基にした基幹バスとして10月1日より運行を開始。五泉・村松の両市街地を循環もしくは往復によって連絡する路線で、運行業務は当社と蒲原鉄道の2社から成る「五泉市乗合バス協議会」が受託している。
- 新潟市北区住民バス「おらってのバス」

2007年3月20日、北区区バス・陽光ニュータウンルートとして、新潟交通新潟北部営業所の受託により運行開始。新崎駅を起点に北区北地区（松浜・濁川・南浜西部）を循環するルートだったが、慢性的な不採算が続き、委託先をタクシー会社に変更して車両の小型化や路線再編などを経たものの業績は改善せず、2010年3月末の廃止が決定した。これを受け、北地区の住民が中心となって結成された「はまなす『地域交通』研究会」が、廃止路線のカバーと沿線住民の潜在的需要喚起などを目指し、新潟市などの補助を受けた上で自らを運行主体とする住民バスに転換した。2011年度までの2年間は富士タクシーが、2012年度からは泉観光バスが運行業務を受託している。
2016年5月1日より、アイ・ケーアライアンスが運行業務を受託。
- 新潟市秋葉区区バス

2007年1月20日、新潟交通観光バス京ヶ瀬営業所の受託により運行開始。秋葉区は区バスの運行事業者を公募型プロポーザル方式により毎年度選考しているが、2009年度の公募で初めて泉観光バスが選定され、同年4月1日から運行業務の受託を開始した。同年度は乗車人員・収支率とも向上し一定の効果が得られたことから、区は2010年度以降の事業者公募でも引き続き泉観光バスを選定しており、受託は4年度目となった。
- 新潟市南区区バス

2018年4月より新潟交通観光バスに代わり、アイ・ケーアライアンスが運行を担当。

### タクシー事業
泉観光バスタクシー事業部で行う。ワゴン・中型・小型合わせて25台で営業する。また、新潟空港・成田空港・羽田空港への乗合タクシーも運行する。

## 保有車両

### 泉観光バス
本社
- 貸切バス用
  - 大型バス 7台
  - 中型バス 1台
  - 小型バス 1台
  - マイクロバス 2台
  - 園児送迎バス 3台
- 路線バス用
  - 中型バス 1台

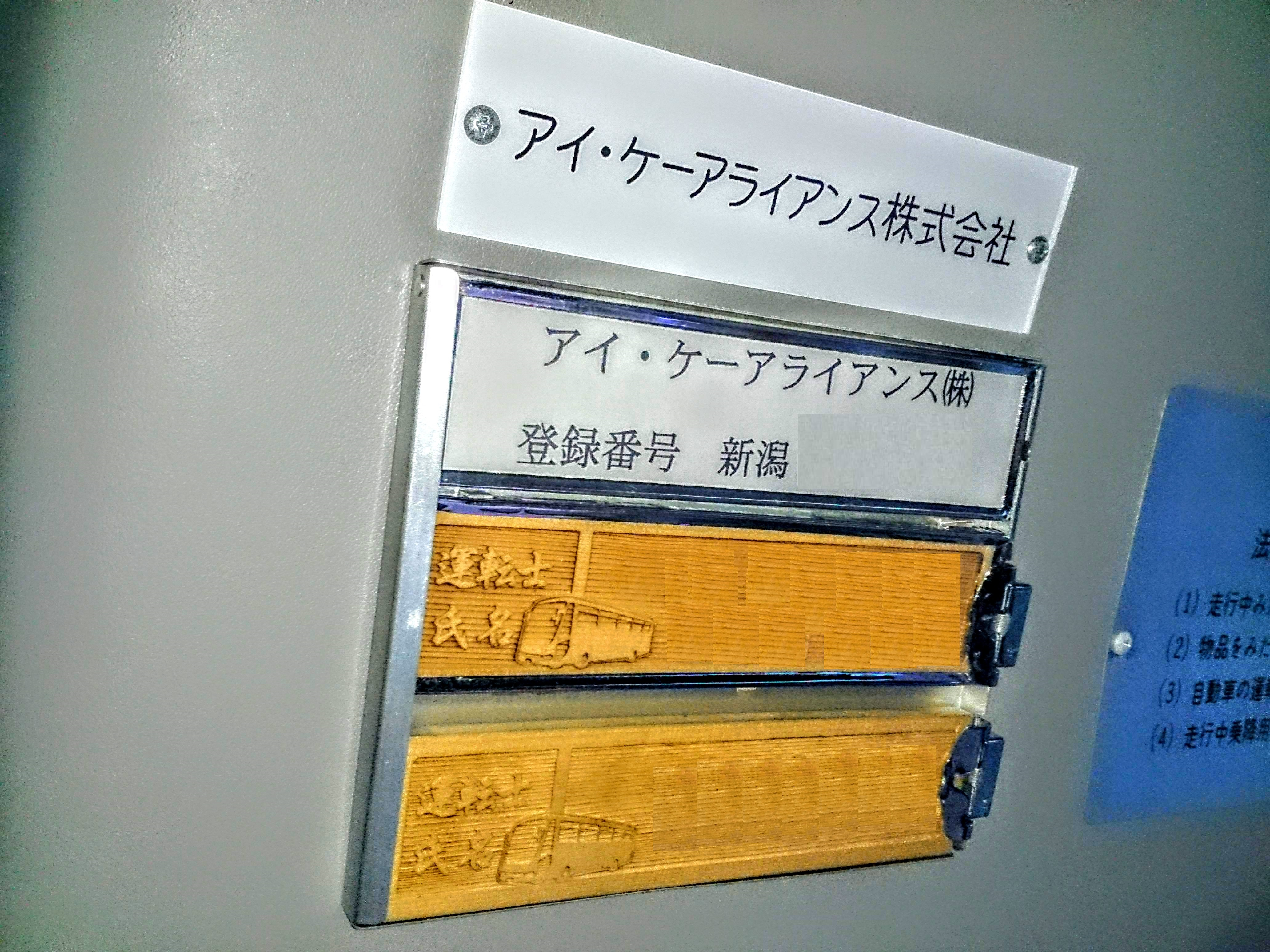
泉観光バスの乗務員標

  - 小型バス 4台（うち1台は秋葉区区バス用）

千葉営業所
- 貸切バス用
  - 大型バス 4台
  - 中型バス 2台
  - マイクロバス 2台